# Леец, Георг
Георг Леец (эст. Georg Leets, Георгий Александрович Леец, 8 августа 1896, Пернов, Лифляндская губерния — 18 октября 1975, Таллин) — эстонский военный деятель и историк.

## Биография
Учился в Перновской гимназии, которая в 1915 году была эвакуирована в Петроград. Окончил Павловское военное училище (ускоренный курс) в Петербурге (1916), юридический факультет Тартуского университета (1923), Высшее военное училище в Эстонии (1932).
Участник Первой мировой войны, офицер-артиллерист русской армии. Награждён орденами св. Анны IV и III степеней, св. Станислава III степени, Георгиевским крестом «с веточкой» (награда Временного правительства, которой по решению солдат награждались офицеры).
С 1918 года служил в эстонской армии, участник Освободительной войны, награждён Крестом свободы I/3 (первого класса третьей степени — за военные заслуги) 2 ноября 1921 года и II/3 (второго класса третьей степени — за личную храбрость и отвагу). С 1923 — майор, с 1926 — подполковник, с 1929 — полковник. Занимал командные посты в эстонской армии (в частности, был начальником артиллерии 1-й дивизии), одновременно, занимался преподавательской деятельностью, автор научных трудов по артиллерийскому делу и военной истории, в том числе: «Как начиналась Освободительная война 15 лет назад» (1933), «Нарвское сражение 28 ноября 1918 года» (1939).
06 марта 1925 года награждён орденом Лачплесиса 3-й степени.
В 1939—1940 — инспектор артиллерии. По собственным воспоминаниям, на совещании высшего командного состава эстонской армии с президентом Константином Пятсом высказался за отклонение советского ультиматума и оказание сопротивления частям Красной армии, вступающим на территорию Эстонии. Аналогичную позицию занял главнокомандующий армией Йохан Лайдонер, однако президент принял решение согласиться на советские условия.
В 1940 году зачислен в Красную армию в звании полковника, назначен начальником артиллерии 180-й стрелковой дивизии, расквартированной в Северной Эстонии.
Арестован 28 июня 1941 года, отправлен в Норильский лагерь, в 1943 году приговорён к 10 годам лишения свободы и 5 годам ссылки. В лагере работал бухгалтером. В 1951—1956 годах жил в ссылке в Норильске.
В 1956 году реабилитирован, восстановлен в звании полковника, однако пенсию ему не установили (видимо, из-за непродолжительности службы в Красной армии).
Вернулся в Эстонию, работал бухгалтером, в 1965—1973 — старшим научным сотрудником Таллинского городского архива. Увлёкся историей, написал биографию Абрама Петровича Ганнибала — служившего на территории нынешней Эстонии «Арапа Петра Великого», русского военного инженера, предка А. С. Пушкина (книга увидела свет после смерти Г. Лееца и была удостоена Литературной премии Эстонской ССР имени Юхана Смуула за 1981 год). Подарил свою коллекцию оружия (108 предметов) Таллинскому городскому музею.
Похоронен на Александро-Невском кладбище.

## Натан Эйдельман о Георге Лееце
Запись в дневнике историка и писателя Н. Я. Эйдельмана от 26 мая 1975: «Удивительный визит к Георгию Александровичу Леецу на Перновском шоссе 135 кв. 24; сухой, подтянутый 80-летний (не дал бы!) человек. На стене охотничьи ружья, кинжалы, погоны артиллерийского полковника, портреты, разнообразные книги на разных языках. В 1915—16 поручик артиллерии, из Михайловской академии, затем начальник артиллерии в Эстонии, с 1940 — офицер Эстонского корпуса Красной армии, несколько сотен прибалтийских офицеров в Москву, на переподготовку. Летом 1941 г. — арест, „ввиду усложнившейся международной обстановки“, в Норильск, на общие (работы), 92 % погибло. Жена меж тем с дочерью — в Финляндии. Дочь потом в Венесуэлу. Ему — 10 лет „за подавление революционной деятельности“ (выжил благодаря русскому языку и хорошему почерку; бухгалтер). Потом бумажка о пожизненной ссылке; не подписал (1951 г.), ибо такой нет в советском законодательстве; ну и ладно… В 1957 освободили, с 2-й женой вернулся; реабилитация; занялся военной историей, председатель товарищеского суда при домкоме… Жена умирает от рака. Контакт с прежней семьёй. Ходил в архив — наткнулся на письмо, подписанное Ганнибалом; вспомнил детство и Пярновскую гимназию, где заслужил высший балл за характеристику Ибрагима. Если б не он, погиб бы от тоски в последние годы; выполнил грандиозную работу. Готова работа — Пушкинский Дом одобряет. Авантюристы крутятся вокруг него; а он нашел истинный портрет Ганнибала (прежний принадлежал, он доказывает, Меллеру-Закомельскому Ивану Ивановичу, герою Очакова). Он же обосновывает, что реальный портрет — тот, что был опубликован А. Менье в 1962 г. (прекрасный негр!). Мы прощаемся, ему грустно — мне тоже. Жизнь».

## Труды
- Леец Г. Абрам Петрович Ганнибал: Биографическое исследование. Таллин, 1980. (2-е издание — 1984, 3-е издание — 1998).